# Orange TV (DTH)
Orange TV (Direct To Home) – polska telewizyjna satelitarna platforma cyfrowa należąca do Orange. Nadawana jest we współpracy z Canal+ za pośrednictwem satelity Hot Bird na pozycji 13°E. Na koniec III kwartału 2024 roku platforma posiadała 45 000 abonentów.
Platforma satelitarna Orange jest powiązana z usługą internetową operatora. Nie można zakupić samej telewizji satelitarnej. Zamawiając telewizję klient otrzymuje dekoder do odbioru kanałów oraz modem funbox zapewniający dostęp do internetu (Neostrada). W celu prawidłowego odbioru należy połączyć dekoder z anteną satelitarną oraz z modemem. Dekoder pobiera aktualizacje przez Internet, natomiast uprawnienia karty dekodującej pobierane są przez satelitę. W marcu 2009 podczas Gali Złotych Anten usługa została nagrodzona jako usługa roku.

## Historia
Platforma Neostrada TP z telewizją została uruchomiona 27 października 2008 przez Telekomunikację Polską we współpracy z partnerem biznesowym Canal+ Cyfrowy – operatorem platformy cyfrowej Cyfra+. Początkowo zawierała jeden pakiet Podstawowy. 31 lipca 2009 uruchomiono usługę VoD z filmami oraz meczami Ekstraklasy. Natomiast 7 października 2009 platforma została wzbogacona o nowe programy i pakiety, znane z dotychczasowej oferty IPTV operatora: Pakiet M, Pakiet L i opcję HBO. Z kolei 12 maja 2010 oferta programowa satelitarnej usługi telewizyjnej TP została wzbogacona o kanały nadawane w jakości HDTV, które utworzyły Pakiet HD.
9 czerwca 2011 całkowicie zmieniono ofertę pakietową, pakiety telewizyjne TP zostały zastąpione przez pakiety telewizji n.
W związku ze zmianą marki TP 16 kwietnia 2012 roku zmieniono nazwę Neostrada TP z telewizją na Orange TV. W 2013 roku po połączeniu platform Cyfra+ i n, platforma rozpoczęła sprzedaż pakietów telewizji nc+.
Pod koniec 2016 roku do oferty wprowadzono pakiet Optymalny, znany z oferty IPTV.